# حماضيات
الحماضيات (الاسم العلمي: Oxalidales) هي رتبة من النباتات تتبع طائفة ثنائيات الفلقة من شعبة حقيقيات الأوراق.

## فصائل
- الحماضية
- الكونارية
- سيفالوتس
- بروقة
- عذاميات
- شبيهات الزيتون
- Huaceae